# Тихий Георгій Сергійович
Георгій Сергійович Тихий (нар. 7 червня 1989, Київ) — український журналіст, радник із комунікацій міністра закордонних справ України (2020—2024), речник Міністерства закордонних справ України (з 15 липня 2024 року).

## Життєпис
Народився 7 червня 1989 року в Києві. Навчався у київському ліцеї № 38 ім. Молчанова.
2006 року вступив на факультет соціальних наук і соціальних технологій Національного університету «Києво-Могилянська Академія». У 2010 році здобув ступінь бакалавра, а у 2012 році — магістра за спеціальністю «Політологія».
З 2012 по 2015 рік перебував на аспірантурі НаУКМА. До сфер наукових інтересів входили метафорика політичного дискурсу, когнітивна лінгвістика та політики пам'яті в Україні.

## Трудова діяльність
З 2008 року працював у медіа: редактором і репортером на програмах Савіка Шустера (2008—2013), продюсером першого телеканалу Німеччини ARD в Україні (2014—2018), власним кореспондентом Національного інформаційного агентства «Укрінформ» (2018—2019).
У 2014 році висвітлював для німецького телебачення події Революції гідності та початку російської агресії на сході України. У серпні 2014 року разом із колегою Іваном Любиш-Кірдеєм потрапив до оточення в Іловайську, де зняв документальний фільм про українських героїв-добровольців в оточеному місті.
У 2018 році заснував корпункт «Укрінформу» в Нью-Йорку. З 2019 року почав працювати в державних комунікаціях: прессекретарем віцепрем'єр-міністра з європейської та євроатлантичної інтеграції (жовтень 2019 — березень 2020 року), а згодом радником із комунікацій міністра закордонних справ України Дмитра Кулеби (березень 2020 — теп.час).
На посаді радника міністра займається організацією публічних комунікацій глави МЗС України Дмитра Кулеби, зокрема підготовкою промов, тез для публічних виступів міністра, відеозвернень та дописів у соціальних мережах.
У складі команди міністерства брав участь в презентації Комунікаційної стратегії МЗС «Україна — держави Латинської Америки й Карибського басейну».
Проводив тренінги з ефективних державних комунікацій для урядовців в рамках освітньої діяльності Дипломатичної академії України імені Геннадія Удовенка при МЗС.
З 2022 року входить до складу команди міністерства, яка відповідає за комунікаційні стратегії «воєнної дипломатії» МЗС України.
З 15 липня 2024 року — речник Міністерства закордонних справ України.

## Дипломатичний ранг
- Надзвичайний і Повноважний Посланник другого класу (2024)[15]